# Sohland an der Spree
Sohland an der Spree este o comună din landul Saxonia, Germania.

## Personalități născute aici
- Johannes Michael Schnarrer (1965 - 2008), teolog, profesor universitar.

1. ↑  Alle politisch selbständigen Gemeinden mit ausgewählten Merkmalen am 31.12.2018 (4. Quartal) (în germană), Statistisches Bundesamt[*], arhivat din original la 10 martie 2019, accesat în 10 martie 2019